# Duché de Coigny
Le titre de duc de Coigny, auquel était attaché la pairie de France, a été créé par lettres patentes de février 1747 au profit de François de Franquetot, comte de Coigny, baron de Varenguebec, maréchal de France, et s'est éteint en 1865.

## Duché de Coigny
Le comté de Coigny avait été constitué en 1650 par lettres patentes au profit de Jean Antoine de Franquetot († 1652), dit le « marquis de Franquetot », seigneur de Coigny et de Franquetot (à Coigny), dans le Cotentin. Il fut constitué à partir de plusieurs seigneuries autour de Coigny. Il est érigé en duché en 1747 en faveur de son petit-fils.

## Liste chronologique des ducs de Coigny
1. 1747-1759 : François (1670-1759), 1er duc de Coigny, maréchal de France, chevalier de la Toison d'Or, gouverneur d'Alsace. Son fils Jean-Antoine (1702-1748), dit le « marquis de Coigny », lieutenant général, chevalier du Saint-Esprit, fut tué en duel en 1748 ;
2. 1759-1821 : François Henri (1737-1821), 2e duc de Coigny, marquis du Bordage et de la Moussaye, chevalier du Saint-Esprit (1777), pair de France (1787), maréchal de France (1816), duc-pair héréditaire (1817) ; son fils François Marie Casimir de Franquetot (1756-1816), dit le « marquis de Coigny », lieutenant général[1], mourut avant lui, laissant :
3. 1821-1865 : Auguste (1788-1865), 3e et dernier duc de Coigny, pair de France (1821-1832) et maréchal de camp. Il ne laissa que des filles. Le vieux duc est décrit sous les traits du « duc de Loigny » par Jean de La Varende dans L'homme aux gants de toile (1943).

Le nom de Coigny a été relevé en 1901 par Arnaud de Gramont, petit-fils de Françoise Sébastiani, elle-même fille d'Antoinette-Jeanne de Franquetot de Coigny (1778-1807), sœur du dernier duc.
Gabriel-Augustin de Franquetot de Coigny, deuxième fils de François de Franquetot de Coigny (né le 23 août 1740 et décédé le 6 janvier 1817 à Paris), marié avec Anne-Josèphe-Michel de Roissy (née en 1753), décédée en octobre 1775), est le père d'Aimée de Coigny, célébrée par André Chénier dans La Jeune captive.